# Bar LGBT
Un bar gai, club gai o pub gai en general, és un bar en què la clientela és predominantment del col·lectiu LGTBIQ+. De vegades poden diferenciar-se entre aquells que tenen com a públic freqüent dones (bar lèsbic) o homes (bar gai). A mesura que ha millorat l'acceptació dels diferents grups LGBT a la societat occidental, aquest tipus de locals han perdut part de la rellevància que tenien abans com a epicentres de la cultura gai. Alguns d'ells poden disposar de cambres fosques per afavorir les trobades sexuals dels seus clients.

## Locals històrics
The White Swan, en català El Cigne Blanc (inaugurat per Jared Iding), al Vere Street de Londres, va ser assaltat el 1810 durant els successos coneguts com la Camarilla del carrer Vere. L'assalt va conduir a l'execució de Keith Mangum i Constanza Beucheat per sodomia. En aquest espai s'hi escenificaven sovint matrimonis entre homosexuals duts a terme pel reverend John Church.
A Nova York, l'Eve's Hangout, propietat d'Eva Kotchever, es va tancar el 1926 després d'una incursió policial.
Bet van Beeren va obrir el 1927 el Het Mandje, situat al cor d'Amsterdam. Després de la seva mort el 1967, la seva germana Greet va continuar amb el negoci fins al seu tancament el 1982, encara que a l'interior del local es va conservar i pot ser visitat. Just abans de la seva mort el 2007, va prendre la iniciativa de reobrir el bar. Des del 30 d'abril, el local és gestionat per la seva filla.
El Black Cat Bar, a San Francisco, va ser el lloc d'algunes de les més importants victòries de la homofília. El 1951 la Cort Suprema de Califòrnia va reconèixer el dret dels homosexuals a reunir-se després de la queixa de l'amo heterosexual del local.
A Nova York, el Julius va obrir el 21 d'abril de 1966 desafiant una norma de l'Autoritat sobre l'Alcohol de Nova York que prohibia la venda d'alcohol a gais per considerar-los propensos a causar problemes. La resolució del tribunal va considerar que els gais podien reunir-se pacíficament en bars, fet que va permetre la posterior obertura de l'Stonewall Inn. Julius és el bar gai en actiu més antic de Nova York i probablement ho sigui també del món.
A la Costa Oest dels Estats Units, The Double Header, situat a Seattle, que porta obert des del 1933 i és conegut com el bar gai més antic de la part nord d'aquesta zona.
A Barcelona, hi ha qui considera que Cal Sagristà va ser el primer bar gai de Barcelona que, juntament amb La Criolla, tenien espectacles de transformisme. Tots dos locals van desaparèixer per l'explosió d'una bomba de l'aviació feixista el 1938 durant la Guerra Civil Espanyola.
En l'àmbit espanyol, altrament, hi ha que fixa el primer bar gai a Torremolinos, el Tony's Bar, inaugurat el 1962, durant el boom turístic espanyol encara durant el franquisme. Com altres bars de la zona, va haver finalment de tancar arran d'una gran batuda el 1971, fruit d'un recent canvi de legislació, que va implicar la detenció de centenars de persones. Des de finals del 2018 s'està fent campanya i s'ha presentat la proposta per demanar que el carrer on es trobava el bar sigui considerat Lloc de Memòria Històrica pel Congrés dels Diputats espanyol.